# 徐近之
徐近之（1908年—1982年），原名念庄，字希朗，四川江津县朱沱乡渡牛村人，中国近代地质学家。

## 生平
1922年，进重庆市私立求精中学，1927年，考取国立东南大学（后改名國立中央大学）地理学系；1931年，参加由瑞典科学家斯文·赫定担任团长的中瑞合作西北科学考察团，进行了历时十四月的野外考察。1932年，他在中大毕业后不久，就被中央研究院委派为國民政府资源委员会青康调查员，去青藏高原进行野外调查，并负责筹建拉萨气象观测站。1933年秋，正值他在青海地区考察之时，听到了叠溪地震的消息，他独自赶赴当地，对疊溪大地震进行考察分析，提出对策及建议。1934年9月，他抵达拉萨，成为中国现代地理学者入藏第一人。除了撰写拉萨地理天文分析外，他曾穿越喜马拉雅山，抵达印度加尔各答，并对纳木湖进行考察研究。
1938年秋，徐近之考取第六届中英庚子赔款公费生，赴英国爱丁堡大学攻读地形学，并在两年后获博士学位，后转赴美国哥伦比亚大学、哈佛大学深造。1946年回国，重返中大担任教授。中华人民共和国成立后，他担任中国科学院南京地理研究所研究员、研究室主任，对黄淮流域洪涝灾害研究等领域进行调研。1953年，他整理西藏外文文献，编有《关于青、康、藏主要西文文献介绍》（1954年由科学出版社出版）。文化大革命期间受到迫害。1978年春，他因心脏病加重在家休养，病中整理七千余条卡片资料，编辑英、法、德、汉文对照的《地质学和地表形态学词汇》（由南京地理研究所分三册出版）。1982年，徐近之因心肌梗塞，抢救无效去世，享年73岁；遗嘱中他将遗留的存款9100元留给了南京市儿童福利基金会。

## 著作
徐近之的研究风格注重历史中的气候变迁，并找寻遗址。他的代表著作有《关于青、藏、康主要西文文献介绍》、《青藏高原自然地理资料》、《南极洲地理概要》、《中国历史气候资料》、《长江流域河湖结冰年表》、《地质学和地表学形态词汇》和《我国历史气候学概述》等。